# Janette et son Prince
Pour plus de détails, voir Fiche technique et Distribution.
Janette et son Prince (titre original : Lovetime) est un film dramatique muet américain de 1921 réalisé par Howard M. Mitchell et mettant en vedette Shirley Mason, Raymond McKee et Edwin B. Tilton

## Fiche technique
- Titre original : Lovetime
- Scénario : Dorothy Yost d'après une histoire de Hubert La Due
- Photographie : Glen MacWilliams
- Société de production : Fox Film

## Distribution
- Shirley Mason : Marie Gautier
- Raymond McKee : Arthur de Sivry (Marquis de Savoie) / André Broque
- Frances Hatton : Margaret (la mère de Marie)
- Edwin B. Tilton : Lanstalot (le père de Marie)
- Mathilde Brundage : Marquise de Sivry
- Clarence Wilson : Comte de Baudine
- Harold Goodwin : Pierre Lavone
- Charles A. Smiley : Father Lesurges
- Correan Kirkham : Yvonne de Fourgères